# Вергато
Верга̀то (на италиански: Vergato, на местен диалект Varghé, Варге) е градче и община в северна Италия, провинция Болоня, регион Емилия-Романя. Разположено е на 193 m надморска височина. Населението на общината е 7854 души (към 2010 г.).